# Progressief Blok (Rusland)
Het Progressieve Blok (Russisch: Прогрессивный блок) was een samenwerkingsverband van Russische centrum- en centrumrechtse partijen in de vierde Staatsdoema.
Nadat de Doema in augustus 1915, te midden van de Eerste Wereldoorlog, weer bijeen was geroepen, vormden de liberale Constitutioneel-Democratische Partij van Pavel Miljoekov, de linkervleugel van de Oktobristenpartij van Michail Rodzjanko, de Progressieve Partij van Aleksandr Konovalov, de Nationalistische Partij en enkele kleinere liberaal en centrumrechtse georiënteerde partijen en individuen (zoals Vasili Sjoelgin) het Progressieve Blok, dat weliswaar de oorlogsdoelen van de Entente steunde, maar ook oppositie voerde tegen de regering en bij tsaar Nicolaas II aandrong tot de vorming van een "regering van nationale verantwoording." De tsaar was dit echter niet van plan. De linkse oppositie vond de oppositie van het Progressieve Blok veel te tam en de bolsjewieken beschuldigden het Blok van "sociaal-chauvinisme".
Het Progressieve Blok bezette ruim de helft van de zetels in de Doema.
Aan het Progressieve Blok kwam de facto een einde toen de Progressieve Partij in november 1916 uit het Blok traden. Na de Februarirevolutie (1917) kwam er ook de jure een einde aan het Progressieve Blok.

## Partijen die lid waren van het Progressieve Blok en hun ideologie
| Partij                               | Ideologie                  |
| ------------------------------------ | -------------------------- |
| Constitutioneel-Democratische Partij | liberalisme                |
| Oktobristenpartij                    | Conservatief-liberalisme   |
| Progressieve Partij                  | (conservatief-)liberalisme |
| Nationalistische Partij              | nationalisme               |
| Centrumpartij                        | centrisme                  |